# Herbie Goes Bananas
Herbie Goes Bananas is een Amerikaanse film van Walt Disney Pictures uit 1980 geregisseerd door Vincent McEveety. De hoofdrollen worden vertolkt door Cloris Leachman en Charles Martin Smith.
Herbie Goes Bananas is de vierde film van de Herbie-reeks, na The Love Bug (1969), Herbie Rides Again (1974) en Herbie Goes to Monte Carlo (1977).

## Verhaal
Pete Stancheck erft van zijn oom Jim Douglas Herbie. Hij gaat de auto samen met zijn vriend DJ in Mexico halen. Daarna nemen ze de boot naar Rio de Janeiro om deel te nemen aan de Grande Prêmio van Brazilië. Op de boot ontmoeten ze tante Louise, die de jongens wil sponsoren voor hun wedstrijd. Maar ondertussen haalt Herbie nog heel wat streken uit.

## Rolverdeling
| Acteur               | Personage       |
| -------------------- | --------------- |
| Cloris Leachman      | Tante Louise    |
| Charles Martin Smith | DJ              |
| John Vernon          | Prindle         |
| Stephan W. Burns     | Pete            |
| Elyssa Davalos       | Melissa         |
| Joaquin Garay III    | Paco            |
| Harvey Korman        | Kapitein Blythe |
| Richard Jaeckel      | Sheppard        |
| Alex Rocco           | Quinn           |

## Weetjes
- In totaal werden er 26 Volkswagen Kevers gebruikt om Herbie te spelen gezien er veel stunts waren.